# حرب صلاة الغروب الصقلية
حرب صلاة الغروب الصقلية، المعروفة أيضًا باسم حرب الصلاة، كانت صراعًا من عام 1282 إلى 1302 دار بين عدة ممالك أوروبية في العصور الوسطى للسيطرة على صقلية. اندلعت الحرب إثر ثورة الصلاة المسائية الصقلية، وتمحورت حول مطالبات متنافسة على عرش صقلية، لتتسع وتشمل تاج أراغون، ومملكة نابولي الأنجوية، ومملكة فرنسا، والبابوية.
اندلعت الحرب في مراحلها الأولى بين الثوار الصقليين وشارل الأول ملك نابولي في صقلية وجنوب إيطاليا. ثم اتسع نطاقها بتدخل أراغون في صقلية لدعم الثوار والمطالبة بالعرش. وبعد نجاحات أراغون، تحولت الحرب إلى الحملة الصليبية الأراغونية بالتزامن مع تدخل مملكة فرنسا ضد أراغون في شبه الجزيرة الإيبيرية. انتهت الحملة بالهزيمة، وفشلت الجهود لإنهاء الحرب رغم إبرام عدة معاهدات سلام.
في عام 1297، تنازلت أراغون عن تاج صقلية مقابل امتيازات بابوية، وتحالفت مع نابولي الأنجوية والبابوية ضد صقلية. غير أن حملة التحالف الجديد غزو صقلية (1297) باءت بالفشل. واختتمت الحرب في عام 1302 بمعاهدة سلام كالتابيلوتا، التي أقرت استقلال صقلية كمملكة تحت حكم سلالة برشلونة.
تميزت هذه الحرب بمناوشات برية متقطعة، ومعارك بحرية حاسمة، وحروب حصار، ومناورات سياسية. وأسفرت عن انقسام مملكة صقلية القديمة، حيث أصبحت جزيرة صقلية مملكة مستقلة (مملكة تريناكريا) تحت حكم سلالة برشلونة، بينما تحولت الأراضي الجنوبية الإيطالية من المملكة السابقة إلى مملكة نابولي تحت حكم سلالة أنجو-صقلية.
أدت حرب الصلاة المسائية إلى عصر من التوسع الأراغوني في غرب البحر المتوسط، حيث بسطت المملكة سيادتها على مملكة مايوركا وسردينيا. وعلى الرغم من تعاقب أربعة ملوك وأربعة باباوات خلالها، فإن هذه الحرب التي استمرت عشرين عامًا أظهرت تراجع النفوذ البابوي في جنوب أوروبا وصعود ملوك أقوياء في أواخر القرن الثالث عشر.